# Gymnastik

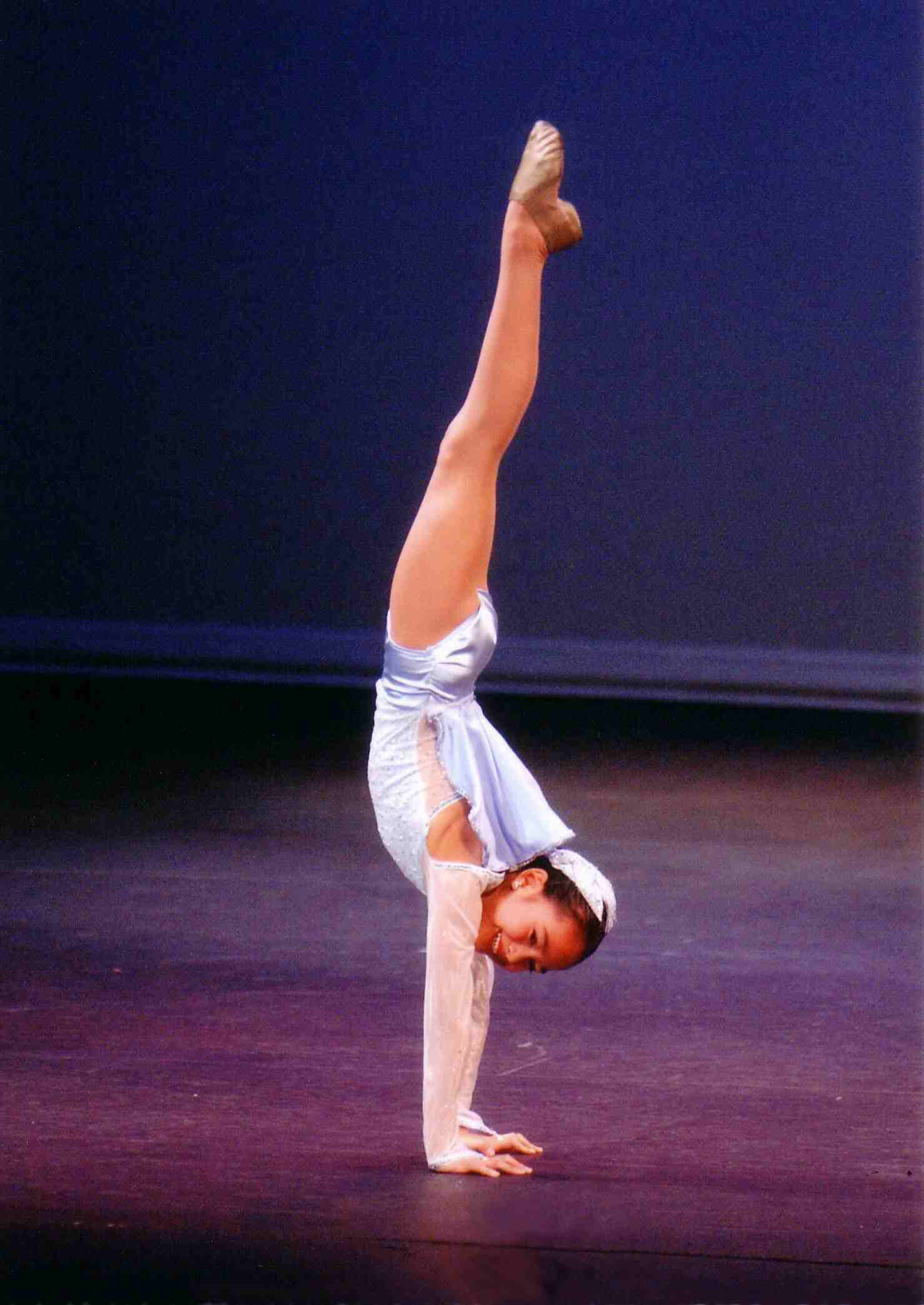
Ein Handstand

Die Gymnastik (griechisch: γυμναστική [τέχνη] gymnastiké [téchnē] = „Gymnastik“, von γυμνάζω gymnázo = „turnen“, „üben“, „schulen“; verwandt dazu: γυμνάσιον gymnásion = „Gymnasium“) ist die Kunst der Leibesübungen. Das Wort Gymnastik leitet sich vom altgriechischen Adjektiv γυμνός gymnós („nackt“) ab, da vergleichbare Leibesübungen im antiken Griechenland nackt ausgeführt wurden. Das heutige Wort Gymnastik bezeichnet:
- das wissenschaftlich begründete und allseitig ausgebildete System der Pflege, Stärkung und Übung der Körperkräfte sowie
- auch die Übung selbst.

Indem die Gymnastik ihren Zweck auf die allgemeine und gleichmäßige Ausbildung des Körpers richtet, unterscheidet sie sich von der Athletik (Leicht- und Schwerathletik), die den Körper in speziellen Disziplinen zu hervorragenden Leistungen schulen will, und von der Agonistik, die bei ihren Übungen vorzugsweise das Auftreten in Wettkämpfen im Auge hat.

## Geschichte
In außereuropäischen Kulturen gibt es zum Teil mit europäischer Gymnastik vergleichbare Übungen. So wird bei den Inuit Grönlands und Kanadas eine spezielle Seilgymnastik auch in Form von Wettkämpfen ausgeübt. Auch das chinesische Tai Chi Chuan oder indisches Yoga können, unabhängig vom weltanschaulichen und funktionalen Hintergrund, als eine Art Gymnastik betrieben werden. Allerdings sind diese körperlichen Übungen ursprünglich in sakrale oder praktische Kontexte eingebunden und nicht in einer dem westlichen Sport vergleichbaren Weise ausdifferenziert, sodass dabei von Bewegungskultur gesprochen wird.

### Griechenland

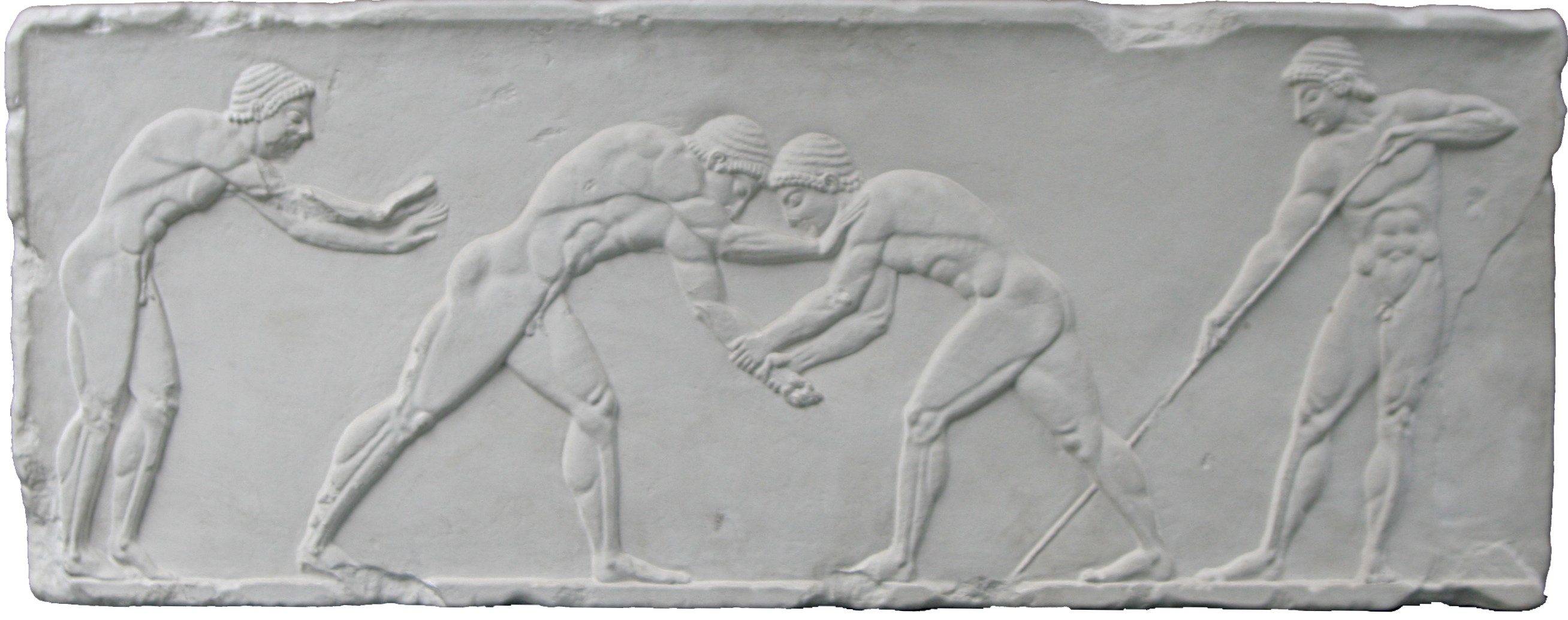
Relief griechischer Pentathleten

Der Ruhm, die Gymnastik zuerst als Kunst betrieben zu haben nach bestimmten Regeln, den ganzen Körper zur höchsten Vollkommenheit zu bilden, gebührt den Griechen. Die Leibesübungen früherer Völker, namentlich der Perser, waren nur auf die Aneignung bestimmter Fertigkeiten gerichtet. Die Griechen aber, die in der Kalokagathie, der Vereinigung einer edlen Seele mit einem schönen Körper, das Ideal des Menschen sahen, erachteten die Bildung des Körpers für nicht minder wichtig als die der Seele und hielten es zu Homers Zeiten für schimpflich, in der Gymnastik nicht erfahren zu sein.
Später wurde die Gymnastik zur Staatseinrichtung gemacht und ihr Betrieb durch genaue Gesetze geregelt. Für den freien Bürger war Gymnastik eine notwendige Vorschule zum Kriegsdienst, zu welchem er verpflichtet war. Sklaven war die Ausübung verboten. In Sparta wurden auch die Mädchen zu gymnastischen Übungen und demgemäß auch zu Wettkämpfen herangezogen. Aber die Gymnastik bildete nicht bloß einen wichtigen (in Sparta sogar den wichtigsten) Teil in der Erziehung der Jugend, auch die freien und in pekuniärer Hinsicht unabhängigen Männer übten sich bis in das Alter in den Turnschulen und erhielten sich dadurch die Rüstigkeit des Körpers.
Auch darf der belebende Einfluss nicht übersehen werden, den die plastische Kunst der Griechen aus der Gymnastik empfangen hat. In den Ringschulen und Gymnasien boten sich die nackten Körper in den verschiedensten Stellungen den Künstlern zum Studium dar. Dies trug auch mit zur Blüte der griechischen Plastik bei. Die Gymnastik der Griechen war, obwohl sehr verschieden, dem heutigen Turnen verwandt.
Schutzgötter der Gymnastik waren Herakles und Hermes.

#### Übungen

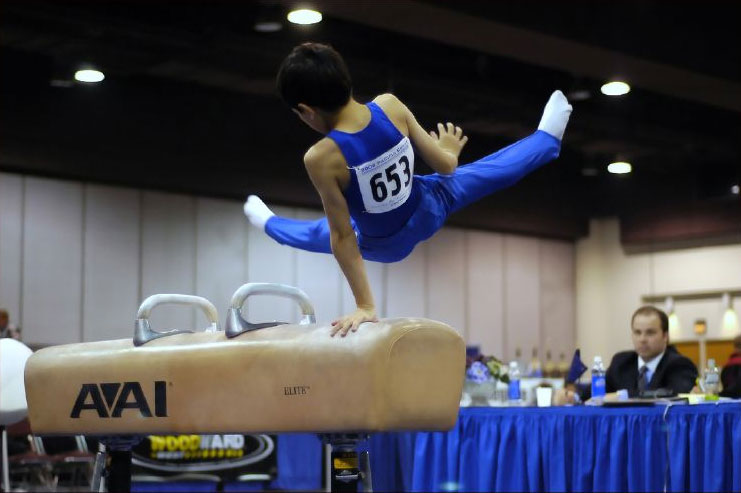
Turnen als Wettkampfgymnastik

Der feste Standort, auf dem alle Übungen stattfanden, war der Erdboden. Dabei bediente man sich, im Gegensatz zum heutigen Turnen, so gut wie keines Geräts. Die einfachen und doch in ihrer weisen Verbindung alle Glieder des Körpers gleichmäßig ausbildenden Übungen der Griechen waren:
- der Hoch-, Tief- und Weitsprung, Letzterer mit Gewichten ausgeführt,
- der Speerwurf,
- der Schnelllauf (siehe Dromos),
- das Diskoswerfen,
- der Ringkampf (siehe Pale).

Diese fünf Übungen fasste man zusammen unter dem Namen des Pentathlon; dieselben fanden für die Knaben in der Palästra statt, als Bahn für das Laufen diente der Dromos; Jünglinge und Männer besuchten das Palästra und Dromos vereinigende Gymnasium.

#### Vorbereitungen und weitere Übungen

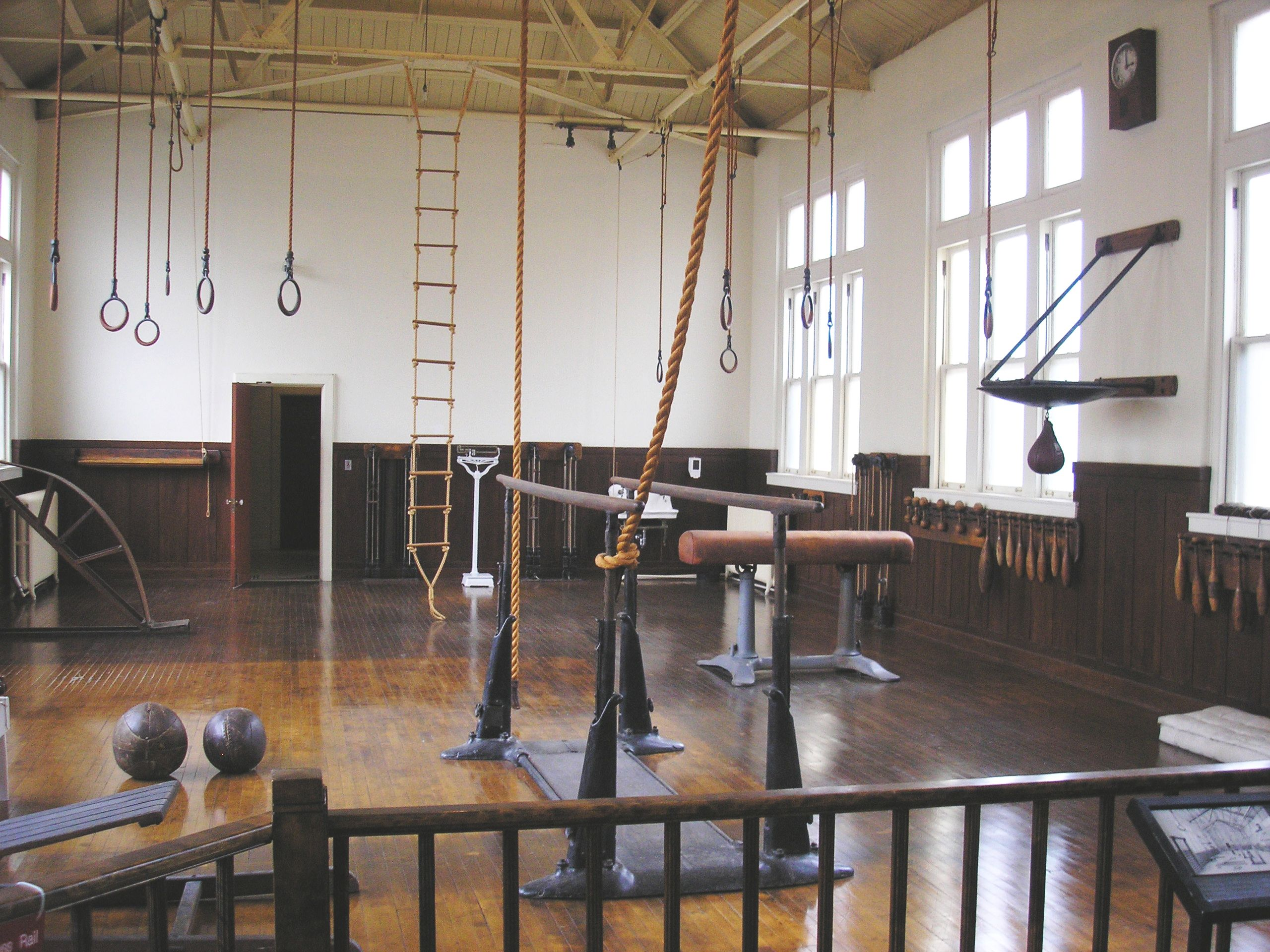
Turngeräte in einer Turnhalle

Von öffentlichen Lehrern der Gymnastik in Griechenland wissen wir nichts, vielmehr übten sich die Knaben in den Palästren unter den Augen und nach den Weisungen der zuschauenden Bürger; vom Staat angestellte Gymnasiarchen, auch Pädonomen und Kosmeten genannt, führten die Oberaufsicht. Häufig aber auch vereinigte ein Privatlehrer (Pädotribe) die Kinder mehrerer Eltern und lehrte das bisher nur planlos Geübte in methodischer Folge.
Eine weitere Ausbildung gaben noch die Gymnasten. Die Übungen geschahen nackt. Vor denselben wurde der Körper mit Öl eingerieben, um die Glieder elastisch zu machen und vor zu starkem Schwitzen zu bewahren. Vor dem Ringen dagegen bestäubte man sich wieder mit Sand, um dem Gegner das Festhalten zu erleichtern. Nach den Übungen gaben große Bassins und Wannen Gelegenheit zur Reinigung des Körpers. In warmen und kalten Bädern bediente man sich des Striegels, um die Haut von Öl, Sand und Schweiß zu befreien.
Nach dem Bad wurde eine Einreibung des Körpers von besonders sachverständigen Männern, den Aleipten, vorgenommen und dabei der Körper, ähnlich wie es heute noch in türkischen Bädern geschieht, gewissen Reibungen und Reckungen unterworfen, um die Gesundheit zu kräftigen. Wenn auch die Teile des Pentathlon die Hauptübungen in den griechischen Palästren und Gymnasien bildeten, so waren sie doch nicht die einzigen. Bei dem Baden wurde das Schwimmen fleißig geübt und zu großer Vollkommenheit gebracht, in mehreren Staaten kam noch das Bogenschießen und Schleudern hinzu; vor allem aber ergötzte seit den Zeiten Homers das Ballspiel in den verschiedensten Arten Jung und Alt.
Nicht sowohl zur Gymnastik als in das Gebiet der Athletik gehörten die Übungen im Faustkampf (Pygme) und im Pankration, obwohl sie später, als die Einsicht in das wahre Wesen der Gymnastik immer mehr verschwand, mit Ausnahme von Sparta allgemeine Aufnahme in die Gymnasien fanden. Durchaus aber wurde zur Gymnastik gerechnet die allerdings nur den reichen Jünglingen und Männern zugängliche Kunst des Wagenführens und Wettreitens. Für diese Übungen war der Hippodromos bestimmt. Schon im Homer lesen wir, wie der greise Nestor seinem Sohn Antilochos Ratschläge gibt, den mit zwei Rossen bespannten zweiräderigen Streitwagen glücklich um die Zielsäule der Rennbahn zu lenken; später fuhr man vierspännig. Wenn auch diese Übung nebst dem erst in nachhomerischer Zeit aufgekommenen Wettreiten für die Entwicklung der Kräfte nicht von großem Einfluss waren, so zeigten sie sich doch außerordentlich geeignet, einen sichern Blick und Geistesgegenwart zu verleihen.

#### Wettkämpfe
Mit der Auffassung, dass die Gymnastik die Ausbildung des Körpers zum einzigen Zweck habe, stand das Wettkämpfen an den Festen der Götter nicht in Widerspruch. Galt es doch hier zu zeigen, wie weit man es in allen Künsten, die sich für einen freien Mann schickten, gebracht habe. (Näheres hierüber siehe Olympische Spiele, Pythische Spiele und Isthmische Spiele. Hier nur noch so viel, dass schon 720 v. Chr. bei den Olympischen Spielen der Schurz, mit welchem die Kämpfer bis dahin noch bekleidet waren, abgeschafft wurde, und dass die gymnastischen Übungen nicht einzeln zum Wettbewerb freigegeben wurden, sondern nur in ihrer Vereinigung zum Pentathlon.)
Das Sinken der edlen Gymnastik geschah gleichzeitig mit dem Verfall der politischen Größe Griechenlands, also etwa seit dem Ende des Peloponnesischen Kriegs: mit der Freude an den politischen Verhältnissen sank auch das Interesse an dieser hervorragend politischen Institution; eine rohe Athletik gewann in den Gymnasien wie auf den Festspielen immer mehr die Oberhand.

### Rom
Mit der Unterwerfung Griechenlands 146 v. Chr. kam die Gymnastik nach Rom – vielfach geübt von den jungen Römern –, jedoch gering geschätzt und geradezu missbilligt von den Männern der alten Zeit. Denn dem alten Römer, welchem es weniger um Ausbildung der Körperschönheit als um Kriegstüchtigkeit ging, und der im Krieg nicht durch stürmischen Angriff den Feind zum Weichen zu bringen suchte, sondern durch lange Märsche zu ermüden und dann im harten Kampf zu schlagen pflegte, schien die raue Feldarbeit nebst Reiten und Schwimmen hierzu der bessere Weg als die Übungen der Palästra. Dergleichen erschien ihm vielmehr als Verweichlichung. Allmählich jedoch fand die Gymnastik auch bei den Römern Aufnahme, ohne indes dieselbe Bedeutung für das Volksleben zu erhalten wie in Griechenland. Die Stelle der gymnischen Wettkämpfe vertraten bei ihnen Gladiatoren- und circensische Spiele.

### Germanen
Die altgermanischen Völker pflegten die Gymnastik, in der ihnen eigenen Art. Bei Caesar und Tacitus lesen wir von den außerordentlichen Leistungen der germanischen Jünglinge im Laufen und Springen; an den Mähnen oder Schweifen der Rosse sich anhaltend und nach den Umständen sich auf- und abschwingend, erschienen und verschwanden sie mit der Schnelligkeit Berittener, und ein Teutoboch schwang sich über mehrere Rosse hinweg. Tacitus erwähnt den Waffentanz nackter Jünglinge zwischen den scharfen Spitzen der Schwerter und Lanzen. Als literarisches Zeugnis aus etwas späterer Zeit ist bemerkenswert der Wettkampf Gunthers und Brünnhildes im siebten Gesang des Nibelungenliedes, welcher außer dem Speerkampf auch den Weitwurf mit einem Stein und den Weitsprung umfasst.

### Mittelalter
Ein Wettlauf zwischen Siegfried und Hagen gab Gelegenheit zur Ermordung des ersten. Eine weit glänzendere Periode der germanischen Gymnastik beginnt in der christlich-germanischen Zeit, nachdem auf den Trümmern des Römerreichs neue Staaten und Gemeinwesen erstanden waren. Der deutsche König Heinrich I. war der Stifter jener ritterlichen Kampfspiele, der Turniere, die zugleich ein Erzeugnis sowie ein wirksames Darstellungsmittel ritterlicher Mannhaftigkeit und Tüchtigkeit im christlichen Mittelalter waren. Sie beanspruchen zu jener Zeit eine ähnliche gesellschaftliche Stellung und Bedeutung wie die gymnastischen Spiele im hellenischen Altertum.

#### Karusselle
Als das Ritterwesen allmählich in Verfall geriet, traten minder ernste Wettspiele, die sogenannten Karusselle, an ihre Stelle. Obwohl fast ausschließlich der bevorzugte Adel und das Patriziat der bedeutenden Reichsstädte an den Spielen sich beteiligten, so entbehrten doch auch die niederen Stände, Kleinbürger und Bauern, der mit gymnastischen Leistungen (wie Ringen, Laufen, Werfen, Klettern etc.) verknüpften Festlichkeiten nicht. Nachdem aber der Gebrauch des Schießpulvers die Kriegsführung ganz umgestaltet hatte, kamen jene ritterlich-gymnastischen Übungen und Spiele, die ihre Bedeutung als Vorbereitungen zum ernsten Krieg und als Nachahmungen desselben verloren hatten, mehr und mehr außer Gebrauch.
Nur einzelne Überreste der alten ritterlichen Gymnastik erhielten sich in manchen Kreisen und wurden teils durch die Einwirkung der Mode, teils zur Wahrung der persönlichen Ehre und Tüchtigkeit abgewandelt und kunstgerecht ausgebildet, wie die Fechtkunst. Andere Disziplinen bestanden deshalb fort, weil es, abgesehen vom Kampf, entweder sonstigen Bedürfnissen oder auch dem Vergnügen diente, so z. B. das Reiten (aus dessen Vorübungen sich das besonders auf den Universitäten und Kriegsschulen geübte Voltigieren, d. h., Springen an einem nachgebildeten Pferd oder auch an einem Tisch, entwickelte), das Tanzen, Schlittschuhlaufen, Schwimmen, Rudern, Stelzengehen, das Ballspiel usw. Weitere Sportarten, wie etwa das Vogel- und Scheibenschießen mit Büchse und Armbrust, das Sackhüpfen, das Mastklettern, das Faustkämpfen auf beweglichen Balken, das Wettlaufen und Wettrennen, das Werfen in die Weite und nach einem Ziel usw., haben sich im Anschluss an Volksfeste zum Teil bis auf den heutigen Tag erhalten.

## Weiterentwicklung

### 19. Jahrhundert
Die Wiederbelebung der Gymnastik im 19. Jahrhundert ist die Geschichte des Turnens. Es ist hierbei ausgezeichnet durch eine allseitig, systematische Leibesbildung, welche weder von zufälliger Gelegenheit abhängt, noch im Dienst einzelner körperlicher Fähigkeiten steht.
Im Jahr 1813 wurde Pehr Henrik Ling, der Begründer der schwedischen Gymnastik, Leiter des von ihm initiierten gymnastischen Zentralinstituts in Stockholm. 1854 machte Moritz Schreber seine Zimmergymnastik bekannt.

### 20. Jahrhundert

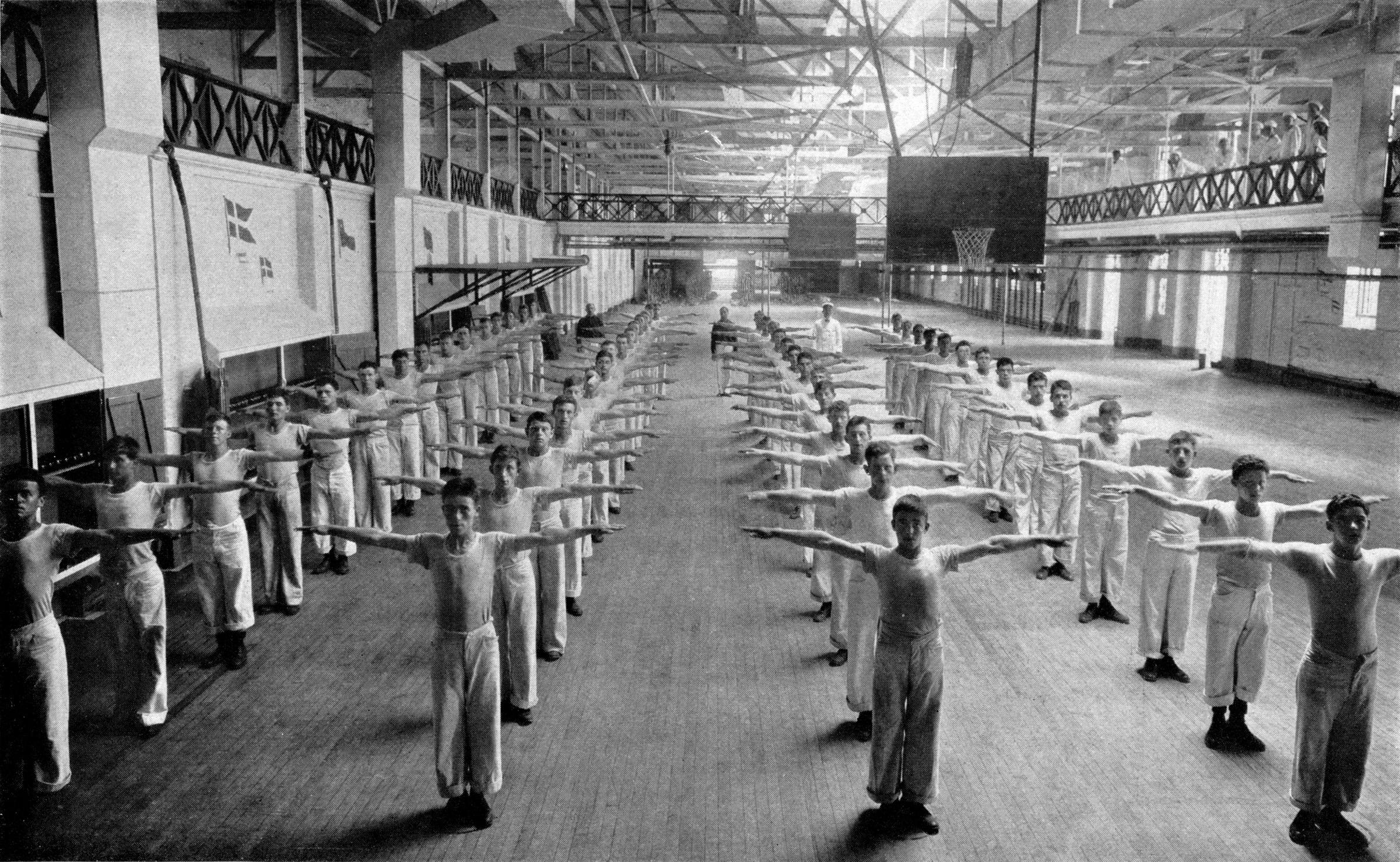
Gymnastik in der Rekrutenausbildung (1917)

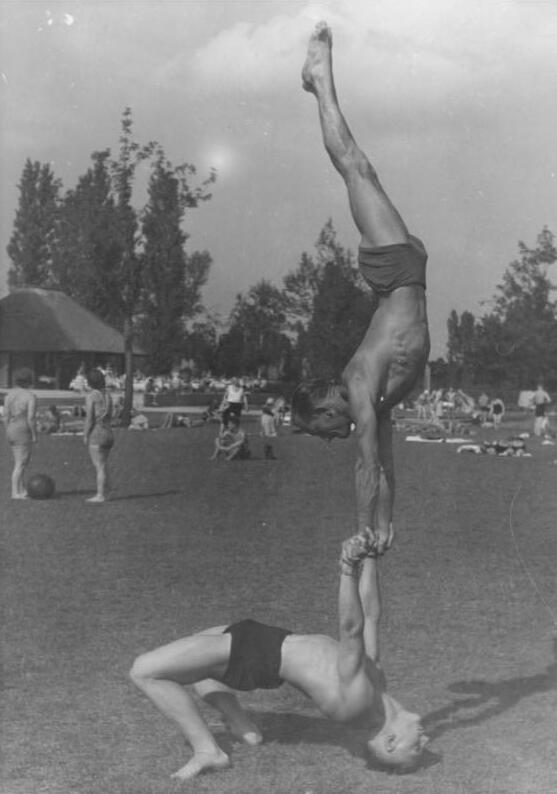
Gymnastik am Strand in Berlin-Treptow (1948)

Mit der Reformbewegung an der Wende vom 19. zum 20. Jahrhundert gewinnt der ursprüngliche Gedanke der Gymnastik als eines ganzheitlichen Systems der Körper- und Bewegungsbildung, wie er in der griechischen Idee der Kalokagathie angelegt war, wieder an Einfluss. Getragen von der Kulturkritik und als Gegenströmung zur beginnenden Industrialisierung bildeten sich schnell verschiedene und von Beginn an zuweilen stark auseinander strebende Gymnastikrichtungen und Schulen. In der Öffentlichkeit gewinnt die Gymnastikbewegung neben der Jugendbewegung, der Frauenbewegung und der Reformpädagogik und im engen Zusammenhang zur Rhythmikbewegung und zum modernen Tanz einen neuen Stellenwert.
Der Höhepunkt der Gymnastikbewegung liegt in den 1920er Jahren, unter anderem mit der Gründung des Deutschen Gymnastikbundes 1925 in Berlin. Ein wesentlicher Initiator war dabei der Pädagoge Franz Hilker, der die Bildungsidee, das „Pflegsame“ und das „Gestalterische“ der Gymnastik hervorhob und damit auch versuchte, die z. T. zerstrittenen Gymnastikrichtungen unter einem gemeinsamen Grundgedanken zu vereinen.
Nach dem Zweiten Weltkrieg wurde eine weitgehende Entideologisierung der Bewegungskultur in Deutschland versucht und in diesem Rahmen jede der ursprünglich sehr unterschiedlich verwurzelten und nach unterschiedlichen Zielen ausgerichteten Bewegungsrichtungen dem Begriff und der Idee des Sports untergeordnet.
Aus diesem Grund sind vor allem die rhythmisch-gestalterischen und pädagogisch ausgerichteten Strömungen der Gymnastik heute weitgehend aus dem Bewusstsein der Öffentlichkeit verschwunden. Präsent ist noch der gesundheitliche Aspekt der Gymnastik (z. B. in Form der Krankengymnastik), Gymnastik als Trainingsgymnastik (z. B. als Aufwärmtraining für andere Sportarten) und als Sportart selbst (rhythmische Sportgymnastik)
Beispiele für trainingsgymnastische Richtungen im 20. Jahrhundert:
Im Jahr 1904 begründete Jörgen Peter Muller, ein nach ihm benanntes gymnastisches System. In der zweiten Hälfte des 20. Jahrhunderts hat sich die Fitness- und Gymnastikbewegung herausgebildet. Eine wesentliche Initiatorin war Jane Fonda, die mit ihren Aerobic-Videos viele Menschen für die körperliche Bewegung begeistert hat.

#### Wesentliche Gymnastik-Arten
- Aerobic
- Ästhetische Gruppengymnastik
- Athletische Gymnastik
- Beckenbodengymnastik
- Funktionsgymnastik
- Gymnastik und Tanz
- Holistische Gymnastik
- Krankengymnastik/Physiotherapie
- Pilates
- Rhythmische Sportgymnastik
- Wassergymnastik
- Wirbelsäulengymnastik (als Teil der Rückenschule)

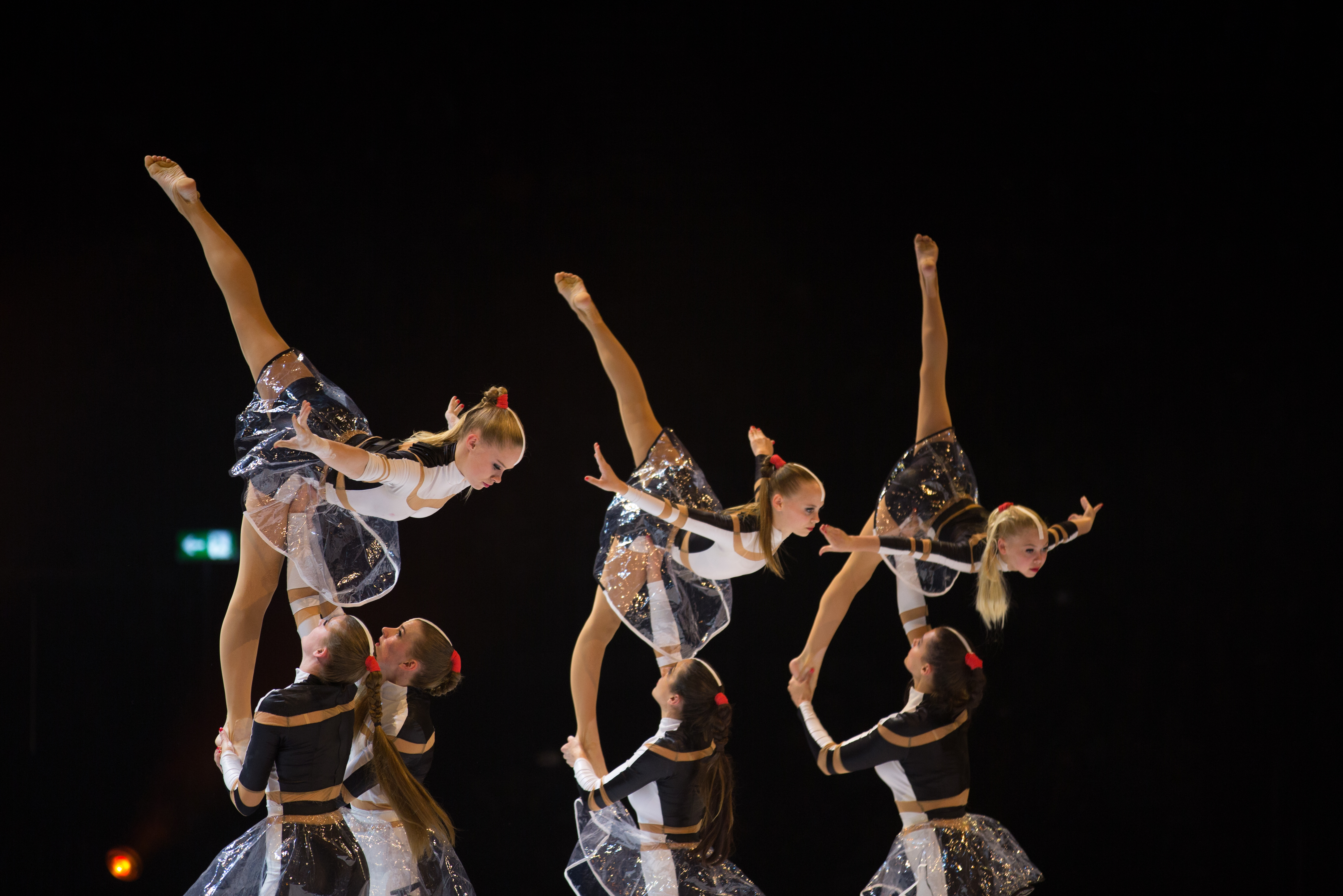
Moderne Figurengymnastik

Ergänzt werden diese durch spezielle, auf die individuellen Bedürfnisse zugeschnittene Übungs- und Trainingsprogramme.
In diesem Zusammenhang sind folgende Gymnastikübungen zu nennen:
- Gymnastik für den Bauch, Rücken, Po und Beine sowie
- Gymnastik im Büro.

Auch in diesem Zusammenhang ist diese Entwicklung aus Amerika nach Europa gekommen. Der Begriff „Personal Trainer“ findet immer mehr Verbreitung in Deutschland. Damit gemeint ist ein Trainer, der persönlich für seine Klienten Gymnastik- und Fitnessprogramme entwirft, auf deren Grundlage sie ihre Trainingsziele optimal erreichen können.
Speziell für ältere Menschen wurden Übungen zur Seniorengymnastik entwickelt.

#### Vermittlung
Auch die Vermittlung der Gymnastikübungen hat sich gewandelt. Waren im 19. Jahrhundert nur persönliche Unterrichtsstunden oder Bücher als Wissensvermittler im Einsatz, so wurden diese ab den 1920er-Jahren durch Audioangebote wie Schallplatten (z. B. 1921 Walter Camp, The Daily Dozen) und den Hörfunk ergänzt, beispielsweise in den USA (1922 Arthur Baird, WGI Medford; 1925 Arthur Bagley mit William Mahoney, WEAF New York), Deutschland (1926 Alfred Braun mit Theo Mackeben, Funk-Stunde; 1928 Bayern, hier ab 1946 Claire Brill mit Alfons Tiefenböck), Japan (1928 Riichi Egi, NHK) oder der Sowjetunion (1929 Wladimir Nabokow mit Alexander Iwanow, 1935 Nikolai Gordejew mit Walentin Rodin). Später folgten Fernsehsendungen (siehe z. B. Medizin nach Noten, DFF 1961–1994; Tele-GYM, BR seit 1992), Videos, DVDs und das Internet. So haben einige große Krankenkassen und Gymnastik-Informationsportale im Internet eine große Auswahl an Gymnastikübungen bereitgestellt, die sich jeder einfach herunterladen kann.